# Teste rasate
Teste rasate è un film del 1993, diretto da Claudio Fragasso e tra gli altri interpretato da Flavio Bucci,  Gianmarco Tognazzi e Giulio Base.
La storia fa da sfondo ad uno scenario molto cupo e violento, nel quale vengono narrate le vicende di un gruppo di skinhead nazisti che agisce nella degradata periferia sud di Roma.

## Trama
Marco è un ventiduenne nullafacente proveniente dalla degradata periferia sud di Roma. Un giorno, su un autobus, assiste ad un episodio in cui uno zingaro ubriaco infastidisce alcune donne. A salvarle interviene uno skinhead nazista del quartiere, Saverio detto il Führer che, incurante del coltello che il malvivente brandisce, pesta a sangue il nomade, mettendolo in fuga.
Attratto dal suo modo di fare e dal carattere spavaldo, Marco lo segue fino alla sede degli skinhead, che all'inizio lo respingono, per accettarlo infine nel gruppo, provocandone l'allontanamento dalla sua precedente compagnia. I suoi vecchi amici cercano di persuaderlo a non frequentare gente così razzista, che picchia in maniera indiscriminata chi non è come loro. Alla discussione partecipa anche Riccardo, un gioielliere ebreo, il quale gli spiega che il nazismo ha portato solo morte e distruzione, ma ormai Marco è così attratto dagli ideali gerarchici e razzisti che si allontana da tutti. Alcune sere più tardi decide di danneggiare l'oreficeria gestita dallo stesso ebreo per farsi accettare dal gruppo degli skinhead. Dopo l'atto vandalico, Marco comincia a partecipare a spedizioni punitive contro immigrati neri, anche se allo stesso tempo ha come ragazza la bella Zaira, la colf somala della vicina di casa, che nasconde ai suoi nuovi amici.
Gli atti di violenza continuano, anche se in occasione di alcune azioni particolarmente crudeli (il taglio della lingua di uno spacciatore di colore o il bruciarne vivo un altro) ha dei momenti di pentimento. La madre Roberta cerca di persuaderlo a lasciare quella vita di falsi ideali, ma senza successo. Una sera Marco decide di tornare nell'oreficeria di Riccardo, già vandalizzata da lui in precedenza, per orinarci, ma viene scoperto dal proprietario. Riccardo inizia a raccontargli che si era salvato da un campo di sterminio, perché molti nazisti, al di là dell'atteggiamento virile, erano omosessuali, così si era prostituito con uno di essi per avere salva la vita. All'arrivo della polizia l'orefice decide di non denunciarlo, destando la sorpresa del ragazzo.
Un giorno Marco viene a sapere che i suoi amici skinhead stanno raccogliendo denaro da destinare ai camerati tedeschi (la fratellanza), ma i soldi non sono ancora sufficienti. Nel tentativo di racimolare la cifra necessaria, il giovane cerca di truffare Zaira, ma quando questa scopre l'inganno tra i due scoppia un violento litigio, durante il quale Marco si scaglia su di lei, picchiandola selvaggiamente. Guardandosi allo specchio dopo averle sottratto i soldi, Marco quasi non si riconosce più nella persona che è diventata. Proprio mentre, forse pentito, torna da lei, la ragazza, armatasi di un coltello per difendersi, involontariamente lo ferisce. A questo punto Marco reagisce tornando sui suoi passi.
Dopo avere corso come un pazzo per portare il denaro, appena giunto nel covo si accascia mortalmente ferito, mentre gli skinhead, invece di aiutarlo, afferrano i soldi e si dileguano, lasciando il ragazzo a morire da solo.
Ai funerali di Marco sono presenti la madre, i suoi vecchi amici ed anche Riccardo, mentre gli skinhead che lo hanno tradito e lasciato morire, intervengono urlando slogan di fronte a loro, lasciandoli esterrefatti in quanto essi sfruttano la morte di Marco per fare propaganda e nuovi proseliti, e in quell'occasione altri due giovanissimi, amici di Marco, restano infatti affascinati dal gruppo.

## Colonna sonora
La colonna sonora del film è stata realizzata dal musicista Sergio Cammariere, allora ancora sconosciuto al grande pubblico, e da Eugenio Bennato, fratello di Edoardo.

## Distribuzione
Teste rasate uscì a Roma nel giugno del 1993 in una sola sala, al Cola di Rienzo, con un grande successo di pubblico, e in poche altre città con una distribuzione indipendente; in seguito alla sua distribuzione in VHS nel circuito home video è però divenuto un cult tra i giovani, specialmente tra quelli appartenenti a gruppi politici riconducibili all'estrema destra, nonostante la pellicola sia palesemente critica nei confronti degli skinhead e dell'ideologia neonazista. Il film venne proiettato in tutte le scuole italiane grazie al sostegno di Agiscuola, che lo difese anche in censura per evitare il divieto ai minori di 18 anni.
Il film costò 200 milioni di lire e fu girato in tre settimane; ma solo al Cola di Rienzo di Roma incassò 500 milioni di lire nelle prime due settimane di programmazione, divenendo un caso. Presentato al Festival del cinema italiano di Villerupt, vinse il premio della giuria giovane e il premio del pubblico. Nello stesso anno partecipò al Festival di Bastia in Corsica, dove vinse come miglior film e migliore colonna sonora. Partecipò al Festival di Annency e al Festival del cinema di Stoccolma.

## Critica
I critici cinematografici Filippo Morelli e Cesare Paris lo hanno definito «uno dei film più orripilanti degli anni '90».